# Drogoszów
Drogoszów est une localité polonaise de la gmina de Łambinowice située dans le powiat de Nysa en voïvodie d'Opole.